# Philodromus buchari
Philodromus buchari är en spindelart som beskrevs av Kubcová 2004. Philodromus buchari ingår i släktet Philodromus och familjen snabblöparspindlar. Inga underarter finns listade i Catalogue of Life.